# Miriam Díaz Aroca

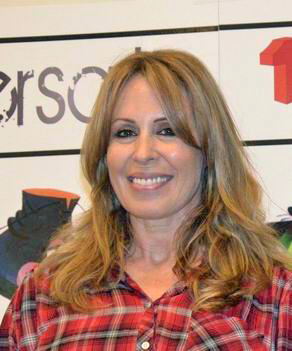
Miriam Díaz Aroca (2012)

Miriam Díaz Aroca (* 4. März 1962 in Madrid; eigentlich Margarita Míriam Díaz Aroca) ist eine spanische Schauspielerin und Fernsehansagerin.
Díaz Aroca, die einen Bachelor-Abschluss in Journalistik hat, ist seit dem 15. März 2004 in zweiter Ehe verheiratet. Sie hat ein Kind (* 1994) aus ihrer ersten Ehe (1993–2000) und eines (* 2004) aus ihrer aktuellen Ehe.

## Filmographie (Auswahl)
- 1991: High Heels (Tacones lejanos)[1]
- 1992: Belle Epoque (Belle epoque)
- 1997: Carreteras secundarias
- seit 2019: Toy Boy (Fernsehserie)
- 1996–2000: La casa de los líos[2]